# Селядцев, Афанасий Андреевич
Афана́сий Андре́евич Селядцев (2 мая 1849 — 21 января 1915) — русский офицер, герой русско-японской войны.

## Биография
Православный. Происходил из государственных крестьян Смоленской губернии. Начальное образование получил дома.
Поступил на военную службу 25 января 1868 года, 15 марта был зачислен в 4-й пехотный Копорский полк.
В 1877 году окончил Варшавское пехотное юнкерское училище по 2-му разряду, был произведён в прапорщики с переводом в 80-й пехотный Кабардинский полк. За успехи в фехтовании получил в награду от училища саблю.
Участвовал в Кавказской кампании русско-турецкой войны 1877—1878 годов, был в походах и делах на Кавказе в Терской области.
С началом русско-японской войны был переведён 8-й пехотный Томский Сибирский полк. Командовал 7-й ротой (июнь—июль 1904) и временно 2-м батальоном (июль—сентябрь). С 28 сентября по 5 октября временно командовал самим полком. Участвовал в боях на Далинском и Суянском перевалах, под Ташичао и Хайченом. В сражении при Ляояне защищал южный форт, отбил девять атак противника и штурмом взял д. Ляотанцзы. В бою у Янтайских копей был ранен и контужен в голову и грудь. В апреле 1905 года был переведён обратно в Кабардинский полк.
11 ноября 1911 года назначен командиром 21-го Туркестанского стрелкового полка, с которым вступил в Первую мировую войну. Убит 21 января 1915 года в атаке на германские позиции под господским двором Боржимовом. Посмертно произведён в генерал-майоры.

## Военные чины
- Унтер-офицер (12 августа 1871)
- Фельдфебель (1 января 1872)
- Прапорщик (17 июля 1877)
- Подпоручик (за отличие, 14 ноября 1879)
- Поручик (18 августа 1885, старшинство от 6 января 1885)
- Штабс-капитан (1 мая 1895, старшинство от 15 марта 1895)
- Капитан (7 ноября 1899, старшинство от 15 марта 1899)
- Подполковник (за отличия, 6 декабря 1904, старшинство от 11 июля 1904)
- Полковник (за отличие, 26 ноября 1908)
- Генерал-майор (13 мая 1915, посмертно, старшинство от 16 января 1915)

## Награды
- Орден Св. Станислава 3-й ст. (2 марта 1890)
- Орден Св. Анны 3-й ст. (1 мая 1899)
- Орден Св. Владимира 4-й ст. с бантом (2 сентября 1903) — за 25-летнюю беспорочную службу в офицерских чинах
- Орден Св. Станислава 2-й ст. с мечами (18 мая 1904) — за отличия в боях под Ляояном
- Орден Св. Георгия 4-й ст. (ВП 30 июня 1905)
- Золотое оружие «За храбрость» (ВП 15 августа 1907)
- Орден Св. Анны 2-й ст. (27 февраля 1912)